# 越界驅逐令
《越界驅逐令》（英語：Crossing Over）是一部2009年美國電影，講述從不同國籍的非法入境者的美國夢。電影關於過關、虛假文件、政治庇護和綠卡、反恐等等。越界驅逐令由韋恩·格藍瑪編劇及執導，他是南美洲的移民，本片是重拍1995年的同名短片。格藍瑪和法蘭·馬素爾共同出品，2007年於洛杉磯拍攝。
在香港，本電影有電影版《ID精英》稱號。

## 劇情
在美国洛杉磯，一群來自世界各地的人，為了得到綠卡，不惜出賣所有東西，包括肉體、暴力、誠信等。麥斯（夏里遜·福飾）是移民执法局探員，一直政力維繫移民法律。但是，當麥斯不斷處理非法移民的個案時，令他非常難堪，例如：一名被遣返回墨西哥的媽媽，她的兒子留在美國；一名孟加拉裔的高中女學生因為寫了一篇反省911事件文章，而被誤認為是恐怖份子；一名澳洲少女為了綠卡而出賣自己身體等等不同的故事。各人的美國夢原來並不完全為了自由，原來，他們各自要面對不同而難以形容的悲劇。

## 演員
- 哈里遜·福特 飾 麥斯·波根
- 雷·李歐塔 飾 高爾·法蘭高
- 舒索克 飾 蘿茜蓮
- 列西·卡柏蘭 飾 瑪拉
- 艾希莉·賈德 飾 丹妮絲·法蘭高
- 森馬·比西爾 飾 查肯加
- 吉姆·史特格斯 飾 加雲·古斯夫
- 艾莉絲·伊芙 飾 卡妮·舒柏特
- 艾莉絲·布拉加 飾 米利耶
- 李·賀斯里 飾 雷谷巴
- 基夫·居迪斯 飾 咸米·巴拉赫利
- 米歷·泰杜羅斯 飾 法里·巴拉赫利
- 奇雲·阿歷山度 飾 古迪利斯
- 梁偉士 飾 麥克
- 莊側田 飾 容劍
- 趙添 飾 史提夫

## 出品
本片由美國美高梅和溫斯頓公司發行。2009年2月27日有限度上映。香港則於6月18日上映。

## 争议
本片原本以一名被哥哥以榮譽死刑殺死的伊朗女子，但被美國國家伊朗議會（NIAC）強烈反對，原因是以不真實、令人反感和這殺人場口被重寫至一宗罪案，將所有「家庭榮譽」去除等等。

## 外部連結
- 互联网电影数据库（IMDb）上《Crossing Over》的资料（英文）
- ID精英